# Trópusimadár-félék
A trópusimadár-félék (Phaethontidae) a madarak (Aves) osztályába és a trópusimadár-alakúak (Phaethontiformes) rendjébe tartozó család.
A családba tartozó tengeri madarakat korábban a gödényalakúak (Pelecaniformes) rendjébe sorolták be, de az újabb alaktani- és DNS-vizsgálatok alapján a kutatók megtudták, hogy a trópusimadár-félék egy egészen más madárcsoportot alkotnak. A többi madárcsoporttal való rokonságuk még nem tisztázott, de úgy tűnik, hogy nincsen ma is élő, közelebbi rokonuk.

## Rendszerezésük
A családba az alábbi 1 élő nem és 3 fosszilis nem tartozik:
- †Heliadornis Olson, 1985[1][2]
- Phaethon Linnaeus, 1758 - típusnem
- †Phaethusavis Bourdon, Amaghzaz & Bouya, 2008
- †Proplegadis Harrison & Walker, 1971

### Fordítás
- Ez a szócikk részben vagy egészben  a   Tropicbird című angol Wikipédia-szócikk ezen változatának fordításán alapul.  Az eredeti cikk szerkesztőit annak laptörténete sorolja fel. Ez a jelzés csupán a megfogalmazás eredetét és a szerzői jogokat jelzi, nem szolgál a cikkben szereplő információk forrásmegjelöléseként.